# 方成邰
方成邰（1621年—1687年），字穉稷，浙江嚴州府遂安縣人，明末清初儒林人士，以平易聞名。

## 生平
禮部尚書東閣大學士方逢年第五子，側室汪氏所生，個性簡易，和侄子方象璜、方象瑛幼時互相切磋學問。清朝順治十四年（1657年），歲次丁酉，考取舉人，在浙江台州府擔任儒學教授，他教學嚴格，督促士子向學。有一次秀才章廷元遭到誣告，官署要褫奪他的秀才，方成邰向官署陳情，後來實情才能真相大白。等到候補到中央國子監擔任助教，方成邰沒有去，回到家鄉。在家鄉時，敦厚平易，為人謙虛。晚年時廉潔，謝絕外界的拜訪，在家裡讀書，衣著如同平民，外表看不出是官宦世家子弟。。